# D2: The Mighty Ducks
D2: The Mighty Ducks (Vuelven los mejores en España, y Los campeones 2 en Hispanoamérica) es una película de comedia familiar de 1994 dirigida por Sam Weisman. Es una secuela de la película The Mighty Ducks y precede a la tercera entrega de La saga de Mighty Ducks, D3: The Mighty Ducks.

## Sinopsis
Tras conseguir llevar al equipo de Los Patos al campeonato local de hockey sobre hielo, el entrenador Gordon Bombay vuelve para ayudarlos a conseguir algo tan aparentemente imposible como ganar los Juegos Juveniles de la Concordia en Los Ángeles, un campeonato internacional donde los jóvenes Patos tendrán la responsabilidad de representar a los Estados Unidos.

## Reparto
- Emilio Estévez como Entrenador Gordon Bombay.
- Kathryn Erbe como Michele MacKay.
- Michael Tucker como Tibbles.
- Jan Rubes como Jan.
- Carsten Norgaard como Entrenador Wolf Stansson.
- Maria Ellingsen como María.
- Joshua Jackson como Charlie Conway.
- Elden Henson como Fulton Reed.
- Shaun Weiss como Greg Goldberg.
- Matt Doherty como Lester Averman.
- Brandon Quintin Adams como Jesse Hall.
- Garette Ratliff Henson como Guy Germaine.
- Marguerite Moreau como Connie Moreau.
- Vincent A. Larusso como Adam Banks.
- Colombe Jacobsen-Derstine como Julie Gaffney.
- Aaron Lohr como Dean Portman.
- Kenan Thompson como Russ Tyler.
- Mike Vitar como Luis Mendoza.
- Justin Wong como Ken Wu.

- Datos: Q598549